# Torsten Sjögren
Karl Gustaf Torsten Sjögren, född 30 januari 1896 i Södertälje, Stockholms län, död 27 juli 1974 i Göteborgs Johannebergs församling, var en svensk professor i psykiatri vid Karolinska institutet 1945-1961 och en av pionjärerna i modern svensk psykiatri.
Sjögren var son till stadsläkaren Vilhelm Sjögren. Han blev medicine licentiat i Stockholm 1925, och medicine doktor och docent i psykiatri vid Lunds universitet 1931. Han var överläkare och styresman vid Lillhagens sjukhus 1932-1935 och överläkare vid psykiatriska avdelningen på Sahlgrenska sjukhuset 1935-1945, där han hade en ledande roll i att upprätta en psykiatrisk klinik vid detta sjukhus. Han var överläkare vid Karolinska sjukhuset 1945-1961 och professor i psykiatri. Sjögren-Larssons syndrom har uppkallats efter honom och försäkringsmatematikern Tage Larsson, Graefe-Sjögrens syndrom har uppkallats efter honom och den tyske oftalmologen Albrecht von Graefe, och Marinesco-Sjögrens syndrom har uppkallats efter honom och den rumänske neurologen Georges Marinesco.
Sjögren blev ledamot av Vetenskaps- och Vitterhetssamhället i Göteborg 1941 och av Vetenskapsakademien 1951. Han var även ledamot av flera utländska sällskap. Torsten Sjögren är begravd på Örgryte nya kyrkogård.